# بهاءالدین زهیر
بهاءالدین زُهَیْر (۲۶ فوریه ۱۱۸۶، مکه - ۱ نوامبر ۱۲۵۸، قاهره) نثرنویس و شاعر عربی در نیمهٔ اول سدهٔ هفتم هجری بود.

## زندگی
نسب او «ابوالفضل زهیر بن محمد بن علی یحیی مُهَلَّبی» ذکر شده. در ۲۶ فوریه ۱۱۸۶/ ۵ ذی‌الحجه ۵۸۱ در نخله، نزدیکی مکه زاده شد. سپس همراه خانواده‌اش به قوص، مصر کوچیدند. آنجا علوم حدیث، فقه و ادبیات خواند. بهاءالدین در قوص، زندگی ادبی و علمی را خود را با کسب معاش از شعر آغاز کرد. در سال ۱۲۲۴/ ۶۲۱ به قاهره رفت و به دربار ایوبی پیوست. در نابلس نیز بماند. اما در ۶۳۹ به مصر بازگشت و لقب «الصاحب» از ملک صالح گرفت. پس از درگذشت ملک صالح در ۶۴۷ احوال او دگرگون شد و در خانه‌اش عزلت گزید.
بهاءالدین زهیر در قحطی بزرگ مصر که از ۲۴ شوال ۶۵۶ آغاز شد و تا مدت‌ها پیوسته بود، بیمار شد. سپس در ۴ ذی‌القعده ۶۵۶ درگذشت.